# Temporada do Paris Saint-Germain Football Club de 2019–20
O Paris Saint-Germain Football Club, na temporada 2019–20, participará de cinco competições: Ligue 1, Coupe de France, Copa da Liga Francesa, Supercopa da França e Liga dos Campeões da UEFA.

## Uniforme
Fornecedor:
- Nike

Patrocinador Principal:
- AccorHotels

## Jogadores

### Elenco
Legenda
- : Capitão
- : Jogador Lesionado

### Transferências
Legenda
- : Jogadores emprestados
- : Jogadores que voltam de empréstimo
- : Jogadores livres - chegaram ou saíram sem custo

| Entradas |      |                |       |      |
| Jogador  | Pos. | Clube anterior | Valor | Ref. |
|          |      |                |       |      |

| Saídas           |      |                  |              |       |
| Jogador          | Pos. | Novo clube       | Valor        | Ref.  |
| Gianluigi Buffon | G    | Sem clube        | Sem custo    | [ 1 ] |
| Moussa Diaby     | A    | Bayer Leverkusen | € 15 milhões | [ 2 ] |
| Daniel Alves     | LD   | Sem clube        | Sem custo    | [ 3 ] |